# Тавайоки
Та́вайоки (Таво-йоки, Тованга, Таваёки) — река в России, протекает в Карелии. Впадает в Пяозеро. Длина реки — 28 км, площадь водосборного бассейна — 314 км².
- В 3,3 км от устья, по правому берегу реки впадает река Дьяко[4].

Река берёт начало из озера Таваярви на высоте 267,9 м над уровнем моря. Впадает в Пяозеро на высоте 109,5 м над уровнем моря.
В верхнем течении протекает через озеро Куоринкиярви. В Таваярви впадает река Паюйоки, а также протока без названия, вытекающая из озёр Ватаярви, Исо-Лайхаярви и Пиени-Лайхаярви.

## Данные водного реестра
По данным государственного водного реестра России относится к Баренцево-Беломорскому бассейновому округу, водохозяйственный участок реки — Ковда от истока до Кумского гидроузла, включая озёра Пяозеро, Топозеро. Речной бассейн реки — бассейны рек Кольского полуострова и Карелии, впадает в Белое море.